# Hristijan Kirovski
Hristijan Kirovski (Христијан Кировски 12. listopada 1985.) makedonski nogometaš, od siječnja 2017. godine igra za tajlandski Chiangmai.

## Karijera
Započeo kao omladinac u skopskom Vardaru, sa 16 godina je debitirao za prvu postavu kod trenera Gjoka Hadžievskog. Godinu dana kasnije seli se u OFK Beograd gdje ostaje 3 i pol sezone. Zadnju godinu (2005.) bio je na posudbi u Metalurgu iz Zaporižžja. Nakon kratke epizode u Ukrajini, vratio se u Makedoniju gdje je karijeru nastavio u FK Makedonija Gjorče Petrov gdje u 11 utakmica postiže 4 gola i biva ozlijeđen što ga je udaljilo s terena 3 mjeseca. U sezoni 2006. prelazi na Cipar u momčad Ethnikos Achna FC gdje u 11 utakmica postiže 9 zgoditaka. U siječnju 2007. prelazi u svoj matični klub Vardar gdje je imao izvrsnu polusezonu i postigao 8 zgoditaka u 18 utakmica. U lipnju 2007. prelazi u gradski rival FK Rabotnički gdje je na 22 utakmice zabio 12 puta, te osvojio domaći kup i prvenstvo. Nakon dobre sezone u makedonskom prvenstvu, prelazi u rumunjski FC Vaslui gdje u 10 utakmica zabija samo dva puta. Sezone 2010. – 2011. ponovno se vraća makedonskom nogometu gdje nastupa za FK Skopje gdje je odigrao do tada najbolju sezonu u karijeri i postigao 20 zgoditaka u 29 utakmica. Dobri nastupi u makedonskom nogometu donijeli su mu transfer ponovo na Cipar u momčad Apollon Limassol gdje je imao odličnu sezonu s 22 nastupa i 12 postignutih zgoditaka. U sezoni 2012. prelazi u izraelski Hapoel Nir Ramat HaSharon F.C. gdje odigrao polusezonu i postigao 3 zgoditka u 5 nastupa. U siječnju prelazi u grčki Iraklis 1908 Thessaloniki F.C. gdje je imao izvrsnu sezonu s 15 zgoditaka u 25 nastupa. U ljetnom prelaznom roku napušta grčki šampionat i prelazi u PFK CSKA Sofija gdje je zabio 4 puta u 9 utakmica. U zimskom prelaznom roku prelazi u poljski GKS Bełchatów. U srpnju 2014. prelazi u tetovsku FK Shkëndiju, gdje je za godinu i pol zabilježio 34 nastupa i 14 golova. Potom u siječnju 2016. prelazi u tajlandski Prachuap F.C. gdje je za sada postigao 16 pogodaka u 20 nastupa i trenutačno je prvi strijelac lige.

## Makedonska reprezentacija
Do 2010. bio je član makedonskih reprezentacija U-17, U-19 i U-21, od 2010. je nastupio dva puta za prvu momčad.